# Virus (Clive Cussler)
Virus (Vixen 03) è un romanzo scritto da Clive Cussler pubblicato nel 1978; fa parte della serie di romanzi con protagonista Dirk Pitt.

## Trama
Un racconto che inizia nel 1954: un Boeing C-97 Stratofreighter del Maggiore Raymond Vylander, decolla dalla base aerea militare della marina di Buckley, con il nome in codice Vixen 03, diretto verso un'isola del pacifico con caricati nella stiva 36 contenitori d'acciaio. Poco dopo essere decollato l'aereo comincia ad avere problemi, causati da un corto circuito, che costringono il pilota ad un atterraggio di emergenza su un prato bianco tra le montagne innevate. Ma qualcosa cosa va storto, e l'aereo scompare, inghiottito dall'oscurità.
Passano gli anni e nel 1988, Dirk Pitt è in ferie in una baita in montagna con Loren Smith, eletta alla Camera dei Rappresentanti del Colorado. Quando per caso trova nel garage del padre di Loren, morto tre anni prima, una bombola d'ossigeno in uso negli aerei e un carrello di prua completo di ruote; così, spinto dalla curiosità decide di indagare.
Riesce a trovare dal numero di telaio inciso sul carrello, dal quale deduce il tipo di aereo trovato. Decide così di cercarlo e lo trova in un lago di nome Table Lake. Alcuni indizi portano Dirk Pitt a cercare il fascicolo della missione dove trova l'autorizzazione fatta dal Generale Walter Bass per procedere al volo. Dopo averlo rintracciato, oramai avanti con età, si fa spiegare cosa trasportava l'aereo, e lui gli rivela che nella stiva c'erano dei contenitori a forma di bombe, o meglio di proiettili per corazzate, pieni di un agente chimico chiamato MR (morte rapida).
Allora Dirk Pitt decide di convocare una riunione alla NUMA, ovvero National Underwater and Marine Agency, dove decidono di recuperare l'aereo; purtroppo un'amara sorpresa li attende: dalla stiva mancano otto contenitori e così Dirk Pitt comincia una corsa contro il tempo per trovare quelli mancanti.

## Edizioni
- Clive Cussler, Virus, traduzione di Roberta Rambelli, La Gaja scienza, Longanesi, 17 marzo 1994,  p. 414, ISBN 978-88-304-1185-2.
- Clive Cussler, Virus, traduzione di Roberta Rambelli, Teadue, TEA, 1995,  p. 396, ISBN 978-88-781-9914-9.
- Clive Cussler, Virus, traduzione di Roberta Rambelli, Tea più, TEA, 15 febbraio 2018,  p. 396, ISBN 978-88-502-4916-9.